# Эбру

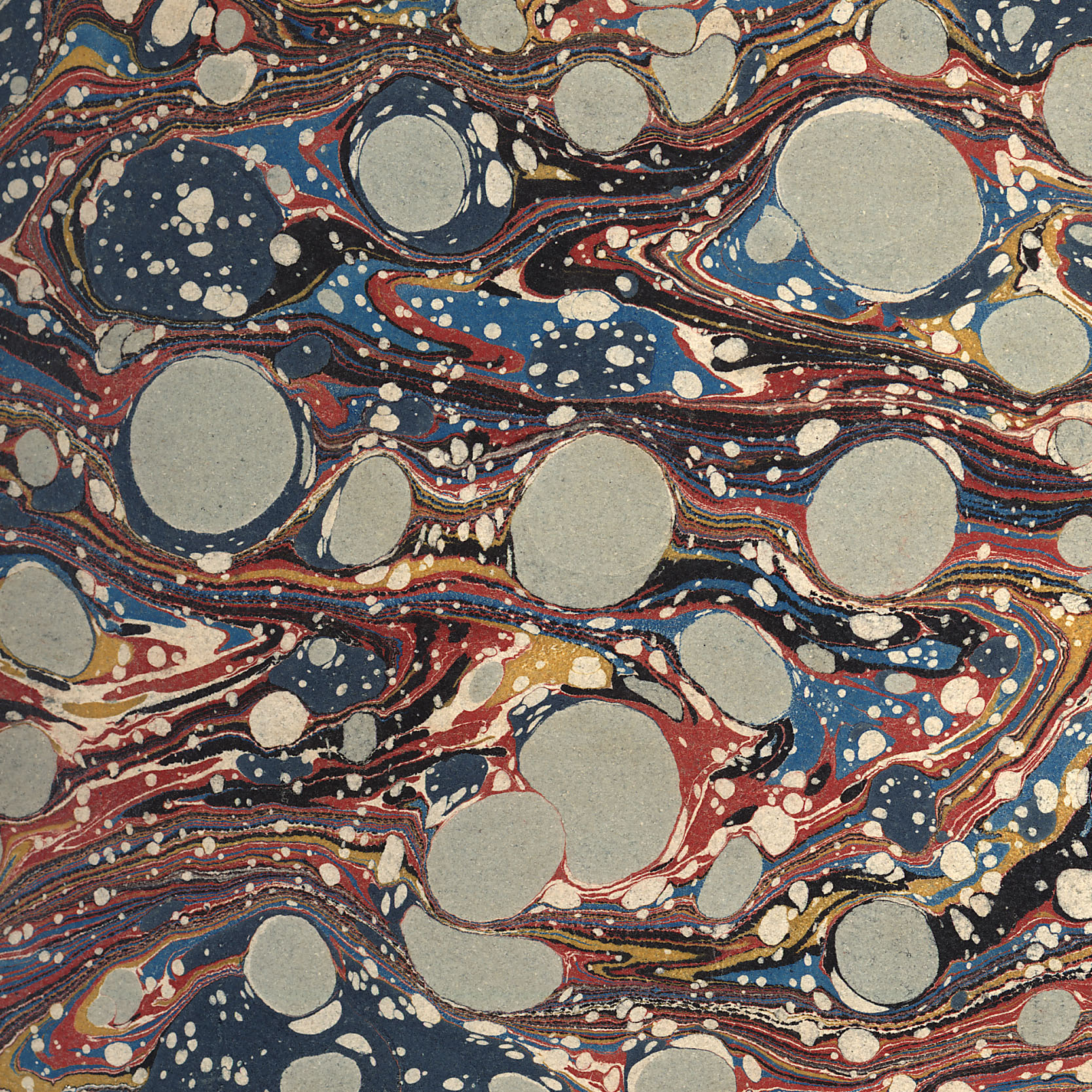
Пример использования техники эбру

Эбру (от перс. obru‎ — 'ob' вода, 'ru' поверхности) — техника рисования на поверхности воды с последующим переносом изображения на бумагу или другую твёрдую основу (дерево, ткань, керамику, кожу).

## История

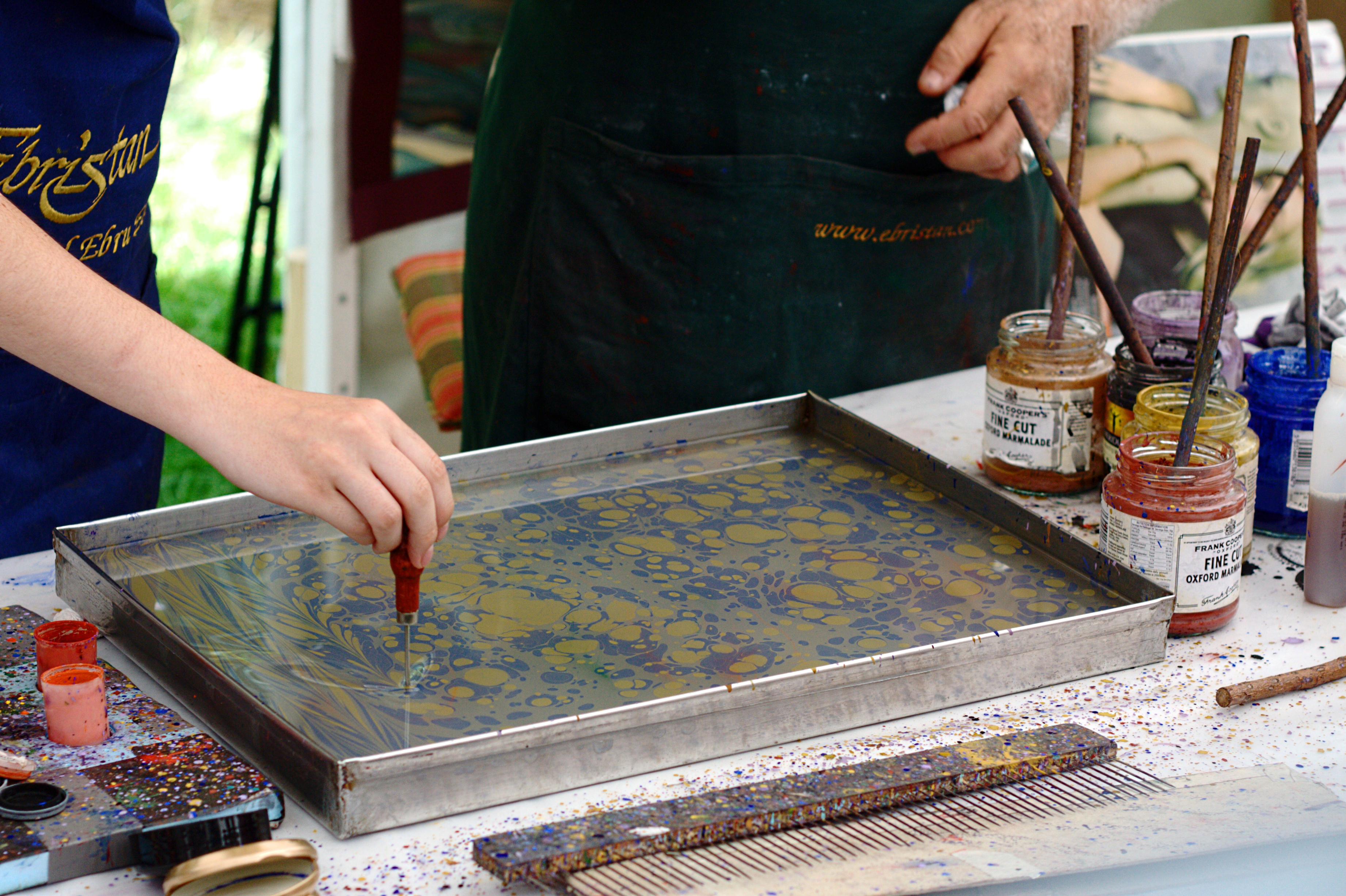
Чернила на масляной основе в резервуаре с водой перед проведением эбру

Существуют различные версии происхождения техники эбру. Её родиной называют Персию, Китай, Японию, Индию, Пакистан, и другие страны. Так, примерно в XII веке в Японии существовало искусство суминагаси (яп. плавающие чернила). Синтоистские монахи использовали эту технику для нанесения узоров на бумагу и ткань. Увлечение этим искусством было настолько распространено, что охватило императора Японии и его придворных.
В Турции техника рисования на воде появилась в VII веке. Но нынешнее название начали использовать только через три века. Турецкие мастера настолько овладели этой техникой, что помимо абстрактных и цветочных узоров могли создавать и реалистичные изображения.

## Техника
Поверхностью для создания рисунка служит вода. Чтобы краски не тонули и не смешивались, в неё добавляют экстракт гевеи. Краски, изготовленные из бычьей желчи и особых минералов, растекаются по поверхности. С помощью тонких палочек художник придаёт разводам нужный вид. В современном эбру для создания рисунка может использоваться шило, кисти с жёсткой щетиной, гребни.
Становятся популярными «эбру-концерты», когда художник рисует под музыку определённые сюжеты и процесс в реальном времени транслируется на большой экран.